# Puente Veracruz
El Puente Veracruz es una estructura localizada entre la Urbanización Las Mercedes y la Urbanización la Estancia de Chuao en el Municipio Baruta al este del Área metropolitana de Caracas o Distrito Metropolitano de Caracas y al noroeste del Estado Miranda, al centro norte del país sudamericano de Venezuela.  Cruza el río Guaire uno de los más conocidos de la capital venezolana.

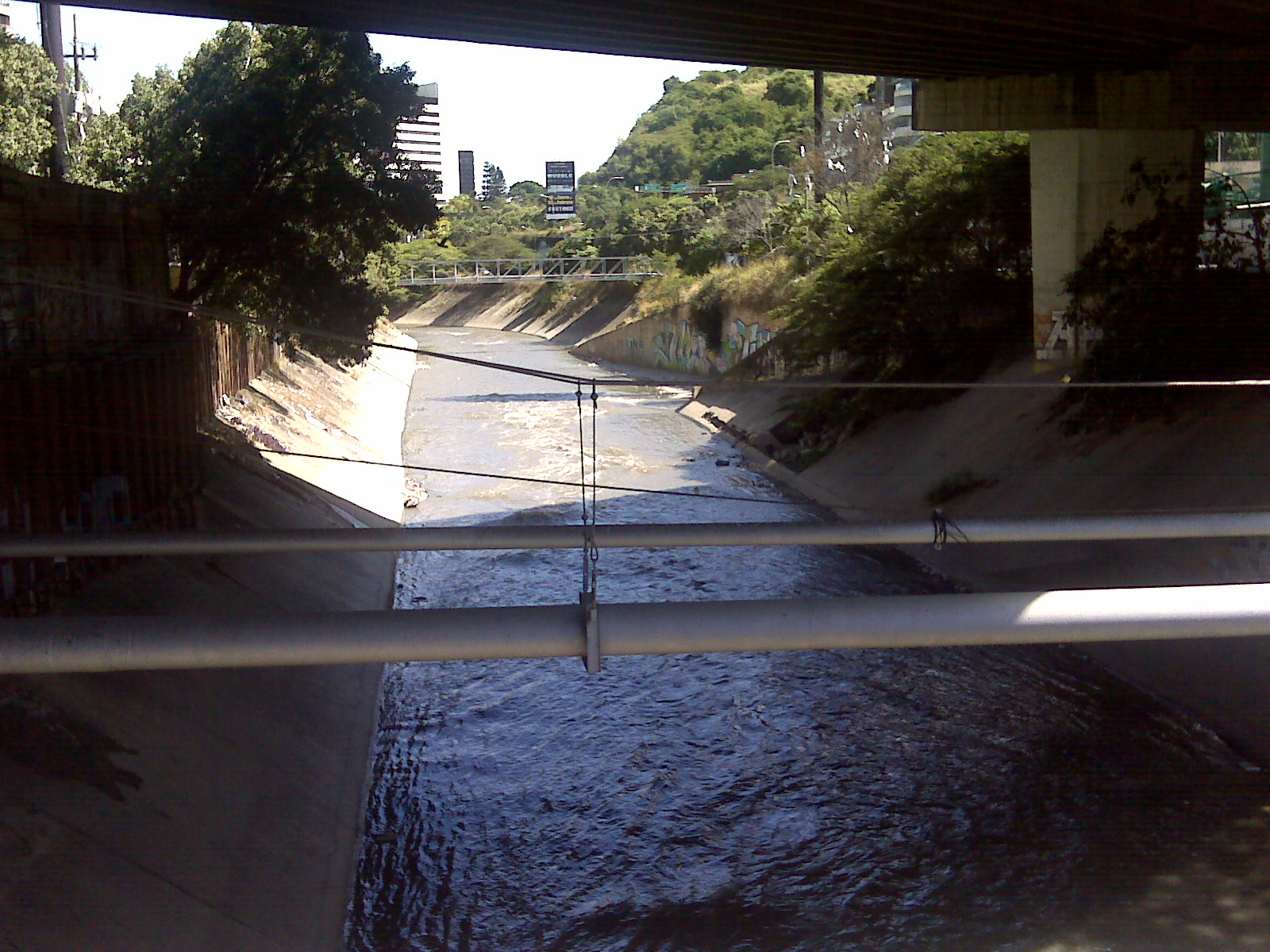
Río Guaire visto desde Puente Veracruz

Limita al sur con la Avenida Veracruz y la Avenida Río de Janeiro, cerca de las Residencias Veracruz y la futura estación del metro de Caracas, Chuao. Al norte se encuentra la Autopista Francisco Fajardo, la Universidad Nacional Experimental de la Fuerza Armada (UNEFA), el distribuidor Ciempiés y el Centro Comercial Ciudad Tamanaco (popularmente conocido como CCCT).